# Robert Brückner (Politiker)
Robert Brückner (* 19. Mai 1881 in Aachen; † nach 1934) war ein deutscher Ingenieur und Politiker (Wirtschaftspartei).

## Leben
Robert Brückner wurde als Sohn eines staatlichen Steuereinnehmers geboren. Nach dem Volksschulabschluss absolvierte er eine Mechanikerlehre, die er mit der Gesellenprüfung abschloss. Danach bildete er sich an einer Privatschule fort und besuchte das Technikum Strelitz, das er als Betriebsingenieur für Elektrotechnik und Maschinenbau verließ. Er war ab 1911 Geschäftsführer der Elektrischen Gesellschaft C. Schniewindt in Neuenrade und ab 1924 Inhaber einer Firma für elektrotechnische Installationen mit angeschlossener Reparaturwerkstatt in Hagen. Neben seiner beruflichen Tätigkeit war er bis 1934 Vorsitzender des Rheinisch-Westfälischen Bezirksvereins des Verbandes deutscher Elektro-Installationsfirmen, Vorstandsmitglied des Westfälisch-Lippischen Handwerkerbundes und Mitglied der Handwerkskammer Dortmund.
Brückner war Mitglied der Reichspartei des Deutschen Mittelstandes (Wirtschaftspartei), für die er von 1928 bis 1932 als Abgeordneter im Preußischen Landtag saß. Er vertrat den Wahlkreis 18 (Westfalen-Süd).